# Tell Qarah
Tell Qarah ou Tall Qarah (تلقراح) est un bourg du nord de la Syrie qui dépend administrativement du gouvernorat d'Alep et du district d'Azaz, dans le canton (nahié) de Mari. Il comptait 2 477 habitants selon le recensement de 2004.

## Géographie
Le village se trouve à 484 mètres d'altitude, non loin d'Ahras au nord-ouest, Maarateh Om Hoch au nord-est et de Tell Djebin au sud-ouest.